# Anastatisch
Een anastatisch proces is een druktechniek op basis van zincografie waarbij een origineel document (tekst of afbeeldingen) met een verdund zuur bevochtigd wordt, en daarna tegen een zinken plaat gedrukt wordt. Het zuur lost een dun laagje zink op ter hoogte van de gebieden waar het origineel document geen tekst of afbeeldingen bezat. De resulterende zinkplaat met het overgebrachte profiel kan dan beïnkt worden om zo kopieën te maken.